# Le spie (film 2002)
Le spie (I Spy) è un film statunitense del 2002 diretto da Betty Thomas e interpretato da Eddie Murphy e Owen Wilson, liberamente tratto dalla serie televisiva omonima, andata originariamente in onda sulla NBC dal 1965 al 1968, con protagonisti Bill Cosby e Robert Culp.

## Trama
Alex Scott è un agente speciale al servizio per il Bureau of National Security (BNS), a cui viene affidata la missione di recuperare il Serramanico, un prototipo di aeroplano invisibile finito nelle mani di Arnold Gundars, un venditore di armi al servizio della mala che intende rivenderlo in un'asta a Budapest. Nel corso della stessa festa si terrà un match di pugilato valido per il campionato dei pesi medi. Il campione in carica è l'imbattuto (57 vittorie, 0 sconfitte!) Kelly Robinson, verboso e megalomane. Per poter accedere alla festa di Budapest, Alex ha bisogno di una copertura e pertanto viene affiancato al campione e ne diventa l'assistente.
Inoltre Scott è contemporaneamente intento a far colpo sulla collega Rachel e a mostrarsi all'altezza del più noto agente dell'Agenzia, l'ispanico Carlos, verso cui sente una grande competizione.
Dopo essersi presentato a Scott, Robinson si mostra montato e megalomane, infatti i due cominciano a non sopportarsi, ma dovranno cooperare e finiranno col fraternizzare. 
Infatti dopo esser fuggiti dagli agenti di Gundars, i due si rifugiano in una fogna dove cominciano a conoscersi e Kelly si rivela essere molto simile ad Alex.
Dopo esser tornati al quartier generale, Kelly aiuta Alex a fare colpo su Rachel, ma al momento topico vengono chiamati per un'emergenza.
Allora Alex, Kelly e Rachel vanno in missione: i due uomini da una parte e Rachel dall'altra, ma mentre i due cercano di scappare da una sparatoria, vedono Rachel fuggire in macchina, la quale subito dopo esplode. 
Alex si dispera credendo morta la sua amata, ma nel mondo delle spie non tutto è quello che sembra.

## Distribuzione
Il film è uscito nelle sale statunitensi il 1 novembre 2002 mentre in Italia per il 21 febbraio 2003.

## Accoglienza

### Critica
Ha ricevuto tre nomination per i Razzie Awards 2002, Peggior attore protagonista per Eddie Murphy, Peggior coppia per Eddie Murphy e Owen Wilson e Peggior remake o sequel.